# CAC 40指數
CAC 40指數（法語：CAC 40），中文又稱「巴黎券商公會指數」，為法国巴黎证券交易所市值前40大企業的股票报价指数，為法國首要之股價指數，與德国DAX指数及英國富時100指數並列為歐洲3大指標股價指數。其原文中的為的簡寫，意為「連續輔助報價」，是指巴黎證券交易所在1980至1990年代間所採用的電子交易系統。1987年12月31日, 由股票经纪公司以1,000点为基础创立, CAC40指數是由一级市场的百强企业中巴黎证券交易所市值前40大企業的連續輔助報價决定。这些在不同的行业中具有代表性的企业主要反映了法国大企业经营的总体趋向,  所以企业的名单会被定期检查以确保企业具有的代表性。

## 外部鏈結
- CAC40指數介紹（页面存档备份，存于） - 泛歐交易所網站 （英文）（法文）（荷兰文）（葡萄牙文）